# United States Air Force Security Forces

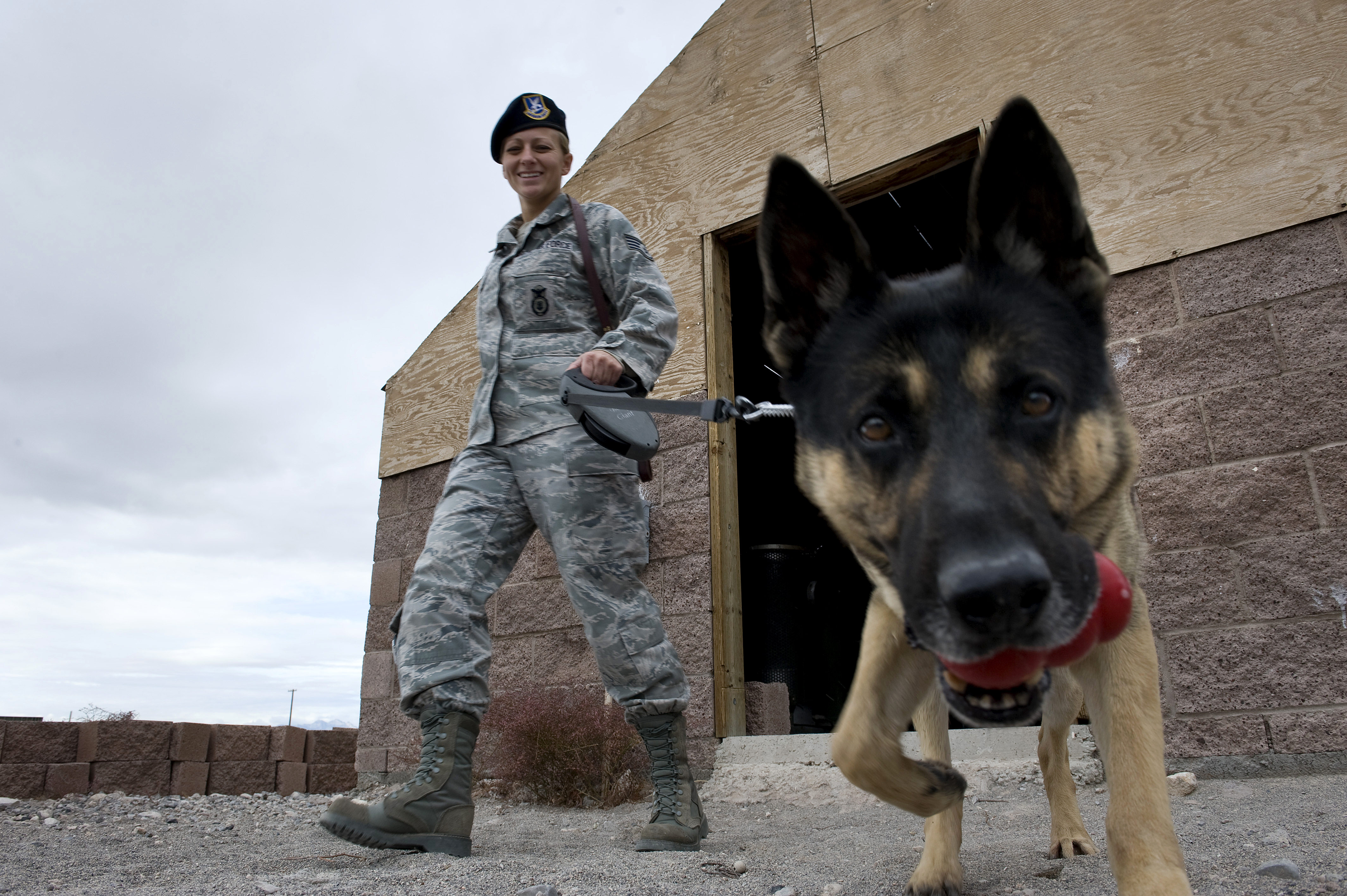
Kvinnlig militärpolis/hundförare i USA:s flygvapen med tjänstehund (schäfer) vid Nellis Air Force Base i Nevada, 2010.

United States Air Force Security Forces (förkortning: SF) är namnet på den kombinerade basskydds- och militärpolisstyrkan inom USA:s flygvapen, som från 2019 även bevakar anläggningar tillhörande USA:s rymdstyrka.
Security Forces upprätthåller lag och ordning på flygvapendepartementets anläggningar, däribland inträdeskontroll samt bevakning av konvojer för kärnvapen.
Mer omfattande kriminalutredningar sköts däremot av Office of Special Investigations (OSI) som har federala polisbefogenheter även utanför militärt område.

## Bakgrund
Det amerikanska arméflyget bildade 1942 under andra världskriget särskilda förband, inspirerade av Royal Air Force Regiment i Storbritannien, som till skillnad från arméns övriga militärpoliskår var inriktad på flygets specifika behov. Manskapet utgjordes främst av afroamerikaner som tilldelades av armestabschefen George C. Marshall. Allt eftersom kriget fortgick bildades det olika enheter med syfte att upprätthålla ordning inom arméflyget och dels förmåga till basskydd.
Efter kriget beslutade kongressen om att anta 1947 års nationella säkerhetsakt som innebar att arméflyget omvandlades till en egen försvarsgren, USA:s flygvapen, organiserat inom flygvapendepartementet. Alla enheter som understött arméflyget överfördes också successivt till den nya försvarsgrenen, även om det dröjde till 1953 innan allt var genomfört. 1948 inrättades flygvapnets egna militärpolis och basskydd under namnet Air Police. Koreakriget innebar en numerär ökning efter neddragningarna efter andra världskriget. Större delen av USA:s kärnvapenarsenal förfogades av flygvapnet genom Strategic Air Command (SAC), vars bevakning fick en särskild elitstatus bland flygvapnets militärpolisförband. Från 1957 fick man uppdraget att utbilda tjänstehundar för hela USA:s försvarsdepartement.
1966 döptes benämningen på militärpolisförbanden om till Security Police (SP), beroende på att under Vietnamkrigets tidiga år så hamnade flygvapnets militärpolisförband i regelrätta markstridssituationer, som mer liknade den typ att uppdrag som infanteriförband utför, än det som militärpolis vanligen utför.
25 juni 1996  bilbombade islamistiska terrorister tillhörande en saudisk gren av Hizbollah ett bostadskomplex beläget i al-Khubar i Saudiarabien som huserade amerikansk militärpersonal från flygvapnets 4404th Wing. 19 människor omkom och 498 skadades. Efter attacken skedde en mängd utredningar och översyn av basskyddet. Den 31 oktober 1997 bytte förbanden slutligen namn till Security Forces (SF) som kvarstår till dags dato.

## Organisation
Security Forces består av 38 000 personer och leds administrativt av en brigadgeneral som ingår i flygstaben och som ansvarar inför flygvapenstabschefen och flygvapenministern för förbandsproduktion och för att upprätthålla en distinkt karriärväg inom flygvapnet. SFs utbildas vid Air Force Security Forces Center vid Lackland Air Force Base i Texas.
Förbanden är organiserade i skvadroner bestående av flera hundra personer och som leds av en major eller överstelöjtnant. Skvadronerna augmenteras större flygförband eller andra organisationer.

## Motsvarigheter utanför USA
- Flygbasjägare (Sverige)
- RAF Regiment (Storbritannien)